# Zelanda erebus
Espèce
Synonymes
- Drassus erebus L. Koch, 1873
- Drassus ochropus L. Koch, 1873

Zelanda erebus est une espèce d'araignées aranéomorphes de la famille des Gnaphosidae.

## Distribution
Cette espèce est endémique de Nouvelle-Zélande.

## Publication originale
- L. Koch, 1873 : Die Arachniden Australiens. Nürnberg, vol. 1, p. 369-472 (texte intégral).